# 伊芙琳·阿什福德
伊芙琳·阿什福德（Evelyn Ashford，1957年4月15日—），是美國已退役女子田徑運動員，1984年奧運會100公尺金牌得主。她曾經超過30次跑進11秒內，也是第一位在奧運會跑進11秒內的選手。

## 簡歷
阿什福德在19歲時參加1976年夏季奧運會的100公尺項目，獲得第5名。在1979年蒙特婁田徑世界杯上擊敗100 公尺和200公尺的世界紀錄保持者玛莉斯·格尔後，阿什福德成為1980年夏季奧運會的潛在獎牌獲得者之一，但美國抵制這屆奧運會。阿什福德在1980年5月以個人身份參加《個人最佳紀錄》影片的拍攝時，拉傷了一條股四頭肌，便在該賽季餘下的時間裡缺陣。
1977年，她身為全美最佳女大學生田徑運動員，獲得首屆布羅德里克獎（現為本田體育獎）。
在美國《田徑新聞》雜誌的評比中，阿什福德於1979年和1981年在100公尺排名世界第一，而於1981年在200公尺排名世界第一。她還在1981年和1984年兩次被《田徑新聞》評為“年度最佳運動員”。
1981年在羅馬舉行的世界杯上，她再次獲得了兩項短跑冠軍。
1983年7月3日，她在科羅拉多州科羅拉多泉舉行的全國體育節100公尺項目上，創造了她的第一個世界紀錄，跑出10.79秒，成為在赫爾辛基舉行的首屆世界田徑錦標賽100公尺冠軍熱門人選之一。然而在決賽中，她拉傷了大腿後肌而摔倒了。另一位大熱門，東德的玛莉斯·格尔（當年早些時候已經擊敗過阿什福德）繼續獲勝。
在1984年夏季奧運會上，阿什福德有機會贏得一枚金牌。然而，她因輕傷不得不退出200公尺預賽。她參加了100公尺比賽，以10.97秒刷新奧運紀錄贏得了該項目。作為4×100公尺接力隊的最後一棒，她獲得了第二枚金牌。在世界冠軍和世界紀錄保持者東德選手瑪莉絲·戈爾缺席的情況下，美國隊取得了歷史上最快的成績之一，並以1.12秒的領先成績在奧運會上取得了最大的勝利。
在賽季後期，她終於在瑞士蘇黎世的世界級賽事上擊敗了她的主要競爭對手戈爾。在比賽中，阿什福德領先戈爾半公尺左右，並將她自己保持的世界紀錄降低到10.76秒。那場比賽被是是阿什福德的個人最佳記錄。它至今仍然排在歷史最佳第11位。阿什福德重新獲得《田徑新聞》排名世界第一。
在1988年夏季奧運會上，她在開幕式上擔任美國隊的掌旗手。她在100公尺的比賽中被弗洛倫斯·格里菲斯-喬伊娜擊敗，後者在本賽季早些時候的奧運會選拔賽中打破了她的世界紀錄。在4×100公尺接力賽中，她再次擔任最後一棒，儘管格里菲斯-喬伊納和阿什福德的交棒並不完美，阿什福德仍在最後一棒轟動全場地超越戈爾，贏得她的第三枚奧運金牌。
她的最後一屆奧運會在巴塞羅納舉行，35歲的阿什福德在100公尺半決賽中以1/100秒的差距被淘汰；但她連續第三次贏得奧運會4×100公尺接力金牌，這次是擔任第一棒。她是奧運會田徑歷史上獲得四枚金牌的六位女性之一。
1997 年，阿什福德入選國家田徑名人堂，在那裡她被稱為“有史以來最偉大的田徑運動員之一”。阿什福德去了加州大學洛杉磯分校和羅斯維爾高中。她於1990年入選加州大學洛杉磯分校田徑名人堂。